# قائمة قبائل البلوش
قائمة قبائل البلوش تحتوي على أسماء قبائل البلوش سواء كانت قبيلة قديمة أو معاصرة وترتيبها حسب حروف الهجاء.

## أ
- أحمد زئي
- آل طاهر - طاهرزئي
- أحمدي
- أميري
- أربابي وهم الزراع
- آزادي
- آسكاني
- أفضل زهي
- الإبراهيمي
- إسماعيل زئي

## ب
- آل بجار
- آل بخش
- البليدي أو البليدئي (كونت أول دولة بلوشية وحكمت مكران من أوائل القرن السابع عشر حتى سنة 1740).
- بارانزي
- باراني
- براهوي
- بامري
- البرام
- آل بركت

## پ
- پناه
- پندار

## ت
- تمينداني

## ج
- جتوئي
- جمالي
- جگيني
- جوادري

## ح
- حسيني
- حملي

## چ
- الچاندية

## د
- الداوودي
- الدريشك
- دامني
- درا
- دُرّا زئي
- درخشان
- در زاده
- دركاني رند
- دغاراني بلوج أو دغاري
- دلمراد زهي
- دهاني
- دوستي
- دومبكي

## ر
- الرند ومن فروعها: عشيرة بزنجو.
- رخشاني
- ريحان زئي
- ريغي
- رئيسي
- رونجه

## ز
- الزعاة البزدار
- زرهي
- زرين
- زهي
- زين الدين

## س
- سپاهي
- ستوده
- سربندي
- سغاري (سگاري)

## ش
- الشيهاني
- شاكر زيي
- شهداد
- شهدادزهي
- شهلي بر
- شيخ نجادة
- شيه (الشيخ)
- شهنوئي

## ص
- الصوفي

## ط
- طوقي

## ع
- عامري
- عومرا
- عيسى زئي

## غ
- غجكي
- غلامي

## ف
- فركي

## ق
- قاسم زايي
- قاضي

## ك
- كرد
- كركيج
- كريم زيي
- كلمت
- كمالي
- كهلول
- كهوسة
- كي هدا

## گ
- گرجاني
- گردهاني
- گرگيج

## ل
- لاشاري أو اللاشار حلف بلوشي حاربوا الرند في الحرب الأهلية.
- لغاري (كانت مع كوهسة طرفًا في الحرب الأهلية البلوشية).
- لانجو

## م
- مازمي
- محسني
- محمد حسني
- محمدي
- مري
- مزاري
- مستوئي
- مكراني
- مكسي وفروعها بشكاني، دلكاني، دراني، سنجراني، بوجراني.
- ملا زهي
- ملاهي
- مير
- مير بلوش
- مير مراد
- ميش مست

## ن
- ناروئي
- نخعي
- نسكندي
- نصرتي

## هـ
- الهوت أو الهوتي وفي السجلات القديمة الحوت

## و
- واديلو

## ي
- يار محمد